# 風流的姐姐們
《風流的姐姐們》（韓語：바람난 언니들）為韓國JTBC2頻道於2019年推出的綜藝節目，節目主軸為至親女星們兩天一夜的旅行故事，演出成員為20年職場夥伴韓惠妍、宋慶雅、李惠貞，至親好友韓寶凜、趙宇麗，剛建立友誼的新朋友Fei、孝敏、20年知己朴真熙、崔貞允及最後2集才公開的皇甫、JeA、Dara，節目分為五組成員及五個旅行地，展現出不同魅力的旅行樣貌。

## 旅行地
| 集數 | 播出日期      | 旅行地       | 旅行人                 |
| ---- | ------------- | ------------ | ---------------------- |
| 1    | 2019年1月17日 | 江原道江陵   | 韓惠妍、宋慶雅、李惠貞 |
| 2    | 2019年1月24日 | 江原道江陵   | 韓惠妍、宋慶雅、李惠貞 |
| 3    | 2019年1月31日 | 仁川江華島   | 韓寶凜、趙宇麗         |
| 4    | 2019年2月7日  | 仁川江華島   | 韓寶凜、趙宇麗         |
| 5    | 2019年2月14日 | 首爾         | Fei、孝敏              |
| 6    | 2019年2月21日 | 首爾         | Fei、孝敏              |
| 7    | 2019年2月28日 | 瑞士         | 朴真熙、崔貞允         |
| 8    | 2019年3月7日  | 瑞士         | 朴真熙、崔貞允         |
| 9    | 2019年3月14日 | 江原道南怡島 | 皇甫、JeA、Dara        |
| 10   | 2019年3月21日 | 江原道南怡島 | 皇甫、JeA、Dara        |

## 備註與參考資料

## 外部連結
- 官方網站